# Pierre Marcoureau
Pierre Marcoureau (± 1600 - 5 april 1664), ook bekend onder het pseudoniem Beaulieu, was een acteur. Hij was de vader van Guillaume Marcoureau.
Vanaf 1626 speelde hij in het Hôtel de Bourgogne. In 1634 ging hij naar het Théâtre du Marais, dat hij in 1641 weer verliet om zich aan te sluiten bij enkele reizende gezelschappen die de Spaanse Nederlanden doorkruisten. In 1650 sloot hij zich samen met zijn zoon aan bij het gezelschap van Jean-Baptiste Monchaingre (beter bekend als Philandre). In 1650 en 1655 trad Marcoureau op in Brussel. In 1657 trad hij samen met onder andere Philandre op in Den Haag.
- Système universitaire de documentation: 191896934
- Virtual International Authority File: 2647